# Tved (Mols)
Tved ist ein kleiner Ort auf der dänischen Halbinsel Djursland in der Landschaft Mols mit 224 Einwohnern (Stand 1. Januar 2023). Tved bildet den Eingang zur Halbinsel Skødshoved. Tved ist Sitz des Kirchspiels Tved Sogn. Unmittelbar nördlich liegt die Knebel Vig, eine fast vollständig geschlossene Seitenbucht der Kalø Vig, etwa zwei Kilometer nordöstlich liegt Knebel Bro, der nächstgelegene Hafen für Yachten. 

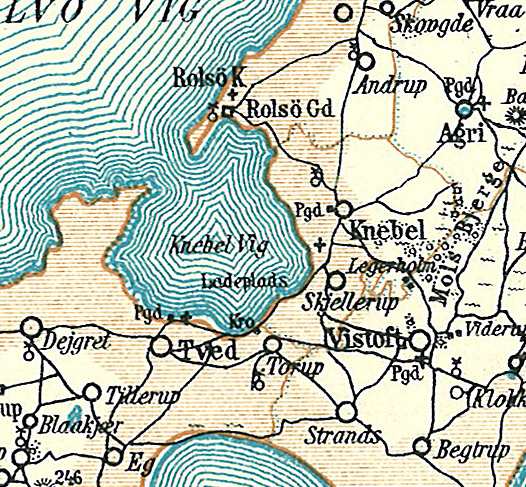
Tved auf einer Karte der Knebel Vig

Vor 1970 bildete Tved Sogn die Landgemeinde Tved. Diese ging 1970 im Zuge der Verwaltungsreform in die Ebeltoft Kommune auf, die wiederum 2007 in der Syddjurs Kommune aufging.
Nördlich, außerhalb des Ortes, steht die Kirche von Tved, ein romanisch-gotischer Bau mit umliegendem Friedhof. Im Ort steht ein Runenstein. 
In Tved gibt es einige Geschäfte und eine Bank.